# Rimacola elliptica
Rimacola elliptica – gatunek roślin z monotypowego rodzaju Rimacola z rodziny storczykowatych (Orchidaceae). Rośliny są endemitami występującymi w australijskim stanie Nowa Południowa Walia.

## Systematyka
Gatunek sklasyfikowany do podplemienia Megastylidinae w plemieniu Diurideae, podrodzina storczykowe (Orchidoideae), rodzina storczykowate (Orchidaceae), rząd szparagowce (Asparagales) w obrębie roślin jednoliściennych.